# Тупайоподобни
Тупайоподобните (на латински: Scandentia) са разред дребни плацентни бозайници разпространени в тропичните гори на Югоизточна Азия, близки родственици на Приматите. В съвременната класификация на бозайниците те се делят на две семейства: Същински тупаи (Tupaiidae) и Пероопашати тупаи (Ptilocercidae), с общо 20 вида в 5 рода.

## Етимология
Наименованието Тупая (Tupaia) е дадено от британския изследовател Сър Томас Рафълс и идва от малайската дума tupai за катерица. В българската литература това наименование се среща и като Тупайя (мн.ч. тупайи) .

## Обща характеристика
Тупаите са дребни бозайници с издължено стройно тяло, дълга опашка и остра муцунка, наподобяващи катерица. Козината им е мека, на цвят сива или червеникаво-кафява, като при едни видове опашката е рунтава, а при други частично оголена. Пръстите на краката им са 5 с остри ноктенца, по-големи при видовете ровещи за храна на земята и закривени при видовете с дървесен начин на живот. Зъбите на тупаите се характеризират със слаба диференциация на кътниците и слабо развити кучешки зъби, за сметка на големите горни резци.
Мозъкът на тупаята е по-голям от човешкия спрямо размерите на тялото, но е примитивен и слабо набразден. За животно с такива размери обаче не е необичайно да има сравнително голям мозък и такава пропорция не е задължително признак за особено висок интелект.
Тупаите са всеядни – хранят се с насекоми, червеи, дребни гръбначни, плодове и семена. Както вече стана дума, някои тупаи са дървесни обитатели, докато други търсят храна предимно на земята. Тупаите са едни от малкото горски обитатели, които ядат плодовете на рафлезията и така разпространяват семената ѝ. Повечето видове са активни през деня, но има и такива, които водят нощен начин на живот. И едните и другите имат добро зрение. Слухът им също е добре развит. Живеят на малки семейни групи, отстояващи собствена територия. Територията си маркират с миризлив секрет от специални жлези или с урина.
Женската тупая ражда след около 50-дневна бременност от 1 до 3 малки в предварително подготвено от нея гнездо в хралупа, застлано със сухи листа. Малките се раждат слепи и голи, но на едномесечна възраст вече могат да напускат гнездото. Тогава майката започва да ги навестява все по-рядко и за кратко, колкото да ги накърми. Тупаите достигат полова зрялост на около 4 месеца и повечето видове се разможават целогодишно, без определен размножителен сезон.

## Класификация
Тупаите се смятат за своеобразен преход между Насекомоядните бозайници и Приматите. В съвременната класификация обаче, те не се причисляват нито към едните, нито към другите, но се отделят в самостоятелен разред Тупайоподобни (Scandentia). На базата на скорошни молекулярни филогенетични изследвания  Тупайоподобните се поставят в таксономичната категория Euarchonta заедно с Кожокрилите и Приматите, a според тази класифилация Euarchonta влиза в по-общата категория Euarchontoglires заедно с Glires (Гризачи и Зайцеподобни).
- разред Scandentia – Тупайоподобни
  - семейство Tupaiidae – Същински тупаи
    - род Tupaia – Тупаи
      - Tupaia glis – Същинска тупая
      - Tupaia belangeri – Северна тупая, белангерова тупая
      - Tupaia chrysogaster – Златокоремна тупая, ментавайска тупая
      - Tupaia longipes – Дългокрака тупая, борнейска тупая
      - Tupaia palawanensis – Палаванска тупая
      - Tupaia moellendorffi (Tupaia palawanensis ssp.) – Каламианска тупая
      - Tupaia splendidula – Червеноопашата тупая, великолепна тупая
      - Tupaia nicobarica – Никобарска тупая
      - Tupaia javanica – Яванска тупая, хорсфийлдова тупая
      - Tupaia gracilis – Стройна тупая, тънкотела тупая
      - Tupaia picta – Пъстра тупая
      - Tupaia montana – Планинска тупая
      - Tupaia minor – Тупая джудже
      - Tupaia dorsalis – Ивичеста тупая
      - Tupaia tana – Голяма тупая, тана

    - род Anathana
      - Anathana ellioti – Индийска тупая, елиотова тупая, анатана

    - род Urogale
      - Urogale everetti – Филипинска тупая

    - род Dendrogale
      - Dendrogale melanura – Борнейска гладкоопашата тупая
      - Dendrogale murina – Северна гладкоопашата тупая, мишевидна тупая

  - семейство Ptilocercidae – Пероопашати тупаи
    - род Ptilocercus
      - Ptilocercus lowii – Пероопашата тупая